# Johann Friedrich Hunger
Johann Friedrich Hunger (* 28. Mai 1800 in Burk bei Ansbach; † 26. September 1837 in Erlangen) war ein deutscher Rechtswissenschaftler und Professor an der Erlanger Friedrich-Alexander-Universität.

## Leben und Wirken
Hunger wurde 1800 im fränkischen Burk bei Ansbach geboren und besuchte ab 1812 das Gymnasium Carolinum in Ansbach. Ab 1821 studierte er in Erlangen an der Friedrich-Alexander-Universität zunächst Philologie, dann Rechtswissenschaften. Dort promovierte er 1826 zum Doktor der Rechte und erhielt ferner die Habilitation. Nachdem Hunger bereits 1826, mit sechsundzwanzig Jahren, als Privatdozent für Rechte an der Erlanger Universität tätig war, nutzte er zwischen 1826 und 1828 die Möglichkeit, sich im Rahmen eines Reisestipendiums in Göttingen, Leipzig und Berlin weiterzubilden. Danach kehrte er in seine fränkische Heimat zurück und war erneut in Erlangen tätig, anfangs als Privatdozent, ab 1834 als außerordentlicher Professor für Pandekten und Enzyklopädie. Zudem war Hunger von 1834 bis 1837 zum Verwalter des Universitätssyndikats ernannt.

## Werke (Auswahl)
- Dissertatio inauguralis sistens criticas aliquot observationes in codicem Heilsbronnensem qui in bibliotheca almae nostrae Friderico-Alexandrinae iam conservatur, Junge, Erlangen 1826
- Das römische Erbrecht, Palm, Erlangen 1834